# Un bal en robe de chambre
Un bal en robe de chambre est un épisode de la vie du grand monde, mêlé de couplets d'Eugène Labiche, représenté pour la 1re fois à Paris au Théâtre du Palais-Royal le 12 octobre 1850.
- Collaborateur Marc-Michel.
- Éditions Beck[1].

## Distribution
| Acteurs et actrices ayant créé les rôles |                   |
| Personnage                               | Acteur ou actrice |
| Le vicomte de Vert-Gazon                 | Grassot           |
| Le baron de Rochepot                     | Amant             |
| M. de Pontcastor                         | M. Michon         |
| Félix, domestique                        | M. Augustin       |
| Cécile, fille de Vert-Gazon              | Céline Montaland  |
| La baronne de Rochepot                   | Mme Moutin        |
| Mme de Pontcastor                        | Mlle Azimont      |